# Partecipanti alla Vuelta a España 2020
Elenco dei partecipanti alla Vuelta a España 2020.
La Vuelta a España 2020 fu la settantacinquesima edizione della corsa. Alla competizione presero parte 22 squadre, le diciannove iscritte all'UCI World Tour 2020 e le tre squadre invitate (la francese Total Direct Énergie e le spagnole Caja Rural-Seguros RGA, Burgos-BH), tutte di categoria UCI Professional Continental), ciascuna delle quali composta da otto corridori, per un totale di 176 ciclisti. La corsa partì il 20 ottobre da Irun, e terminò l'8 novembre a Madrid. I corridori che tagliarono il traguardo furono 142.

## Corridori per squadra
Nota: R ritirato, NP non partito, FTM fuori tempo massimo, SQ squalificato
| Team Jumbo-Visma         | Team Jumbo-Visma         | Team Jumbo-Visma         | Mitchelton-Scott           | Mitchelton-Scott           | Mitchelton-Scott           | NTT Pro Cycling Team    | NTT Pro Cycling Team        | NTT Pro Cycling Team    |
| ------------------------ | ------------------------ | ------------------------ | -------------------------- | -------------------------- | -------------------------- | ----------------------- | --------------------------- | ----------------------- |
| 1                        | Primož Roglič            | 1º                       | 81                         | Esteban Chaves             | 27º                        | 161                     | Carlos Barbero              | 107º                    |
| 2                        | George Bennett           | 12º                      | 82                         | Tsgabu Grmay               | 54º                        | 162                     | Stefan de Bod               | 94º                     |
| 3                        | Tom Dumoulin             | NP 8ª                    | 83                         | Mikel Nieve                | 13º                        | 163                     | Nickolas Dlamini            | R 11ª                   |
| 4                        | Robert Gesink            | 35º                      | 84                         | Nicholas Schultz           | 25º                        | 164                     | Benjamin Dyball             | 130º                    |
| 5                        | Lennard Hofstede         | 51º                      | 85                         | Callum Scotson             | 88º                        | 165                     | Enrico Gasparotto           | 120º                    |
| 6                        | Sepp Kuss                | 16º                      | 86                         | Dion Smith                 | 74º                        | 166                     | Michael Valgren             | 33º                     |
| 7                        | Paul Martens             | 109º                     | 87                         | Robert Stannard            | 76º                        | 167                     | Reinardt Janse van Rensburg | 103º                    |
| 8                        | Jonas Vingegaard         | 46º                      | 88                         | Alexander Edmondson        | 135º                       | 168                     | Gino Mäder                  | 20º                     |
| D.S.: Frans Maassen      | D.S.: Frans Maassen      | D.S.: Frans Maassen      | D.S.: Julian Dean          | D.S.: Julian Dean          | D.S.: Julian Dean          | D.S.: Bingen Fernández  | D.S.: Bingen Fernández      | D.S.: Bingen Fernández  |
| Deceuninck-Quick Step    | Deceuninck-Quick Step    | Deceuninck-Quick Step    | Groupama-FDJ               | Groupama-FDJ               | Groupama-FDJ               | Movistar Team           | Movistar Team               | Movistar Team           |
| 11                       | Sam Bennett              | 137º                     | 91                         | Thibaut Pinot              | NP 3ª                      | 171                     | Alejandro Valverde          | 10º                     |
| 12                       | Andrea Bagioli           | R 16ª                    | 92                         | Bruno Armirail             | 28º                        | 172                     | Jorge Arcas                 | 77º                     |
| 13                       | Mattia Cattaneo          | 17º                      | 93                         | Mickaël Delage             | 142º                       | 173                     | Imanol Erviti               | 47º                     |
| 14                       | Ian Garrison             | 127º                     | 94                         | David Gaudu                | 8º                         | 174                     | Enric Mas                   | 5º                      |
| 15                       | Michael Mørkøv           | 121º                     | 95                         | Matthieu Ladagnous         | R 11ª                      | 175                     | Nelson Oliveira             | 39º                     |
| 16                       | Jannik Steimle           | 83º                      | 96                         | Olivier Le Gac             | 68º                        | 176                     | José Joaquín Rojas          | 32º                     |
| 17                       | Zdeněk Štybar            | 102º                     | 97                         | Anthony Roux               | 66º                        | 177                     | Marc Soler                  | 18º                     |
| 18                       | Rémi Cavagna             | 84º                      | 98                         | Romain Seigle              | R 7ª                       | 178                     | Carlos Verona               | 30º                     |
| D.S.: Ricardo Schidecker | D.S.: Ricardo Schidecker | D.S.: Ricardo Schidecker | D.S.: Thierry Bricaud      | D.S.: Thierry Bricaud      | D.S.: Thierry Bricaud      | D.S.: José Luis Arrieta | D.S.: José Luis Arrieta     | D.S.: José Luis Arrieta |
| UAE Team Emirates        | UAE Team Emirates        | UAE Team Emirates        | EF Pro Cycling             | EF Pro Cycling             | EF Pro Cycling             | Israel Start-Up Nation  | Israel Start-Up Nation      | Israel Start-Up Nation  |
| 21                       | David de la Cruz         | 7º                       | 101                        | Daniel Martínez            | NP 4ª                      | 181                     | Daniel Martin               | 4º                      |
| 22                       | Rui Costa                | 44º                      | 102                        | Hugh Carthy                | 3º                         | 182                     | Omer Goldstein              | 106º                    |
| 23                       | Davide Formolo           | NP 18ª                   | 103                        | Mitchell Docker            | 132º                       | 183                     | Reto Hollenstein            | 72º                     |
| 24                       | Sergio Henao             | 15º                      | 104                        | Magnus Cort Nielsen        | 67º                        | 184                     | James Piccoli               | 125º                    |
| 25                       | Jasper Philipsen         | 85º                      | 105                        | Logan Owen                 | 105º                       | 185                     | Mihkel Räim                 | 139º                    |
| 26                       | Aljaksandr Rabušėnka     | 90º                      | 106                        | Julius van den Berg        | 126º                       | 186                     | Alexis Renard               | R 14ª                   |
| 27                       | Ivo Oliveira             | 101º                     | 107                        | Tejay van Garderen         | 113º                       | 187                     | Rory Sutherland             | 129º                    |
| 28                       | Rui Oliveira             | 119º                     | 108                        | Michael Woods              | 34º                        | 188                     | Matteo Badilatti            | 110º                    |
| D.S.: Manuele Mori       | D.S.: Manuele Mori       | D.S.: Manuele Mori       | D.S.: Juan Manuel Gárate   | D.S.: Juan Manuel Gárate   | D.S.: Juan Manuel Gárate   | D.S.: Óscar Guerrero    | D.S.: Óscar Guerrero        | D.S.: Óscar Guerrero    |
| Trek-Segafredo           | Trek-Segafredo           | Trek-Segafredo           | Bahrain-McLaren            | Bahrain-McLaren            | Bahrain-McLaren            | Total Direct Énergie    | Total Direct Énergie        | Total Direct Énergie    |
| 31                       | Juan Pedro López         | 42º                      | 111                        | Wout Poels                 | 6º                         | 191                     | Niki Terpstra               | 136º                    |
| 32                       | Matteo Moschetti         | FTM 7ª                   | 112                        | Grega Bole                 | R 5ª                       | 192                     | Lorrenzo Manzin             | 133º                    |
| 33                       | Koen de Kort             | 82º                      | 113                        | Santiago Buitrago          | 53º                        | 193                     | Valentin Ferron             | 87º                     |
| 34                       | Niklas Eg                | 59º                      | 114                        | Scott Davies               | 111º                       | 194                     | Jonathan Hivert             | 86º                     |
| 35                       | Kenny Elissonde          | NP 8ª                    | 115                        | Kevin Inkelaar             | 138º                       | 195                     | Pim Ligthart                | R 15ª                   |
| 36                       | Alexander Kamp           | R 14ª                    | 116                        | Matej Mohorič              | NP 3ª                      | 196                     | Paul Ourselin               | 79º                     |
| 37                       | Emils Liepiņš            | 124º                     | 117                        | Fred Wright                | 91º                        | 197                     | Romain Sicard               | 45º                     |
| 38                       | Michel Ries              | 60º                      | 118                        | Stephen Williams           | NP 11ª                     | 198                     | Julien Simon                | 65º                     |
| D.S.: Steven de Jongh    | D.S.: Steven de Jongh    | D.S.: Steven de Jongh    | D.S.: Gorazd Štangelj      | D.S.: Gorazd Štangelj      | D.S.: Gorazd Štangelj      | D.S.: Thibaut Macé      | D.S.: Thibaut Macé          | D.S.: Thibaut Macé      |
| Team Sunweb              | Team Sunweb              | Team Sunweb              | AG2R La Mondiale           | AG2R La Mondiale           | AG2R La Mondiale           | Caja Rural-Seguros RGA  | Caja Rural-Seguros RGA      | Caja Rural-Seguros RGA  |
| 41                       | Robert Power             | 37º                      | 121                        | Clément Champoussin        | 31º                        | 201                     | Jonathan Lastra             | 61º                     |
| 42                       | Thymen Arensman          | 41º                      | 122                        | Mathias Frank              | R 1ª                       | 202                     | Jon Aberasturi              | 117º                    |
| 43                       | Mark Donovan             | 48º                      | 123                        | Alexandre Geniez           | R 1ª                       | 203                     | Julen Amezqueta             | 50º                     |
| 44                       | Max Kanter               | 112º                     | 124                        | Dorian Godon               | 38º                        | 204                     | Aritz Bagües                | 92º                     |
| 45                       | Martin Salmon            | R 14ª                    | 125                        | Nans Peters                | 36º                        | 205                     | Jefferson Alveiro Cepeda    | 116º                    |
| 46                       | Michael Storer           | 40º                      | 126                        | Harry Tanfield             | R 15ª                      | 206                     | Jhojan García               | 71º                     |
| 47                       | Ilan Van Wilder          | R 1ª                     | 127                        | Quentin Jauregui           | R 11ª                      | 207                     | Héctor Sáez                 | R 11ª                   |
| 48                       | Jasha Sütterlin          | 55º                      | 128                        | Axel Domont                | R 2ª                       | 208                     | Gonzalo Serrano             | 57º                     |
| D.S.: Arjan Ribbers      | D.S.: Arjan Ribbers      | D.S.: Arjan Ribbers      | D.S.: Stéphane Goubert     | D.S.: Stéphane Goubert     | D.S.: Stéphane Goubert     | D.S.: Xabier Muriel     | D.S.: Xabier Muriel         | D.S.: Xabier Muriel     |
| Astana Pro Team          | Astana Pro Team          | Astana Pro Team          | CCC Team                   | CCC Team                   | CCC Team                   | Burgos-BH               | Burgos-BH                   | Burgos-BH               |
| 51                       | Aleksandr Vlasov         | 11º                      | 131                        | Simon Geschke              | NP 4ª                      | 211                     | Ángel Madrazo               | 43º                     |
| 52                       | Alex Aranburu            | 75º                      | 132                        | William Barta              | 22º                        | 212                     | Jetse Bol                   | 80º                     |
| 53                       | Dmitrij Gruzdev          | 93º                      | 133                        | Jan Hirt                   | 56º                        | 213                     | Óscar Cabedo                | 63º                     |
| 54                       | Omar Fraile              | 64º                      | 134                        | Jakub Mareczko             | R 11ª                      | 214                     | Jesús Ezquerra              | 89º                     |
| 55                       | Ion Izagirre             | 29º                      | 135                        | Michał Paluta              | 118º                       | 215                     | Alex Molenaar               | 128º                    |
| 56                       | Merhawi Kudus            | 58º                      | 136                        | Łukasz Wiśniowski          | 115º                       | 216                     | Juan Felipe Osorio          | 114º                    |
| 57                       | Gorka Izagirre           | 19º                      | 137                        | Georg Zimmermann           | 21º                        | 217                     | Willie Smit                 | 73º                     |
| 58                       | Luis León Sánchez        | NP 16ª                   | 138                        | Francisco Ventoso          | R 5ª                       | 218                     | Ricardo Vilela              | 98º                     |
| D.S.: Dmitrij Fofonov    | D.S.: Dmitrij Fofonov    | D.S.: Dmitrij Fofonov    | D.S.: Piotr Wadecki        | D.S.: Piotr Wadecki        | D.S.: Piotr Wadecki        | D.S.: Rubén Pérez       | D.S.: Rubén Pérez           | D.S.: Rubén Pérez       |
| Bora-Hansgrohe           | Bora-Hansgrohe           | Bora-Hansgrohe           | Lotto Soudal               | Lotto Soudal               | Lotto Soudal               |                         |                             |                         |
| 61                       | Pascal Ackermann         | 131º                     | 141                        | Tim Wellens                | 78º                        |                         |                             |                         |
| 62                       | Martin Laas              | 140º                     | 142                        | Gerben Thijssen            | R 15ª                      |                         |                             |                         |
| 63                       | Felix Großschartner      | 9º                       | 143                        | Stan Dewulf                | 70º                        |                         |                             |                         |
| 64                       | Jay McCarthy             | R 7ª                     | 144                        | Kobe Goossens              | 24º                        |                         |                             |                         |
| 65                       | Ide Schelling            | 69º                      | 145                        | Tomasz Marczyński          | 108º                       |                         |                             |                         |
| 66                       | Andreas Schillinger      | 123º                     | 146                        | Rémy Mertz                 | 104º                       |                         |                             |                         |
| 67                       | Michael Schwarzmann      | 122º                     | 147                        | Tosh Van Der Sande         | 96º                        |                         |                             |                         |
| 68                       | Rüdiger Selig            | 141º                     | 148                        | Brent Van Moer             | 100º                       |                         |                             |                         |
| D.S.: André Schulze      | D.S.: André Schulze      | D.S.: André Schulze      | D.S.: Marc Wauters         | D.S.: Marc Wauters         | D.S.: Marc Wauters         |                         |                             |                         |
| Ineos Grenadiers         | Ineos Grenadiers         | Ineos Grenadiers         | Cofidis, Solutions Crédits | Cofidis, Solutions Crédits | Cofidis, Solutions Crédits |                         |                             |                         |
| 71                       | Chris Froome             | 98º                      | 151                        | Guillaume Martin           | 14º                        |                         |                             |                         |
| 72                       | Richard Carapaz          | 2º                       | 152                        | Fernando Barceló           | NP 6ª                      |                         |                             |                         |
| 73                       | Andrey Amador            | 52º                      | 153                        | Natnael Berhane            | R 5ª                       |                         |                             |                         |
| 74                       | Michał Gołaś             | NP 8ª                    | 154                        | José Herrada               | 26º                        |                         |                             |                         |
| 75                       | Brandon Rivera           | R 2ª                     | 155                        | Victor Lafay               | 81º                        |                         |                             |                         |
| 76                       | Iván Sosa                | 62º                      | 156                        | Luis Ángel Maté            | 23º                        |                         |                             |                         |
| 77                       | Dylan van Baarle         | 49º                      | 157                        | Emmanuel Morin             | 134º                       |                         |                             |                         |
| 78                       | Cameron Wurf             | 95º                      | 158                        | Pierre-Luc Périchon        | 97º                        |                         |                             |                         |
| D.S.: Gabriel Rasch      | D.S.: Gabriel Rasch      | D.S.: Gabriel Rasch      | D.S.: Christian Guiberteau | D.S.: Christian Guiberteau | D.S.: Christian Guiberteau |                         |                             |                         |

### Legenda
| Legenda      | Legenda | Legenda           | Legenda                                                  |
| ------------ | --- | ----------------- | -------------------------------------------------------- |
| Dorsale      | Dorsale di partenza del ciclista | Posizione         | Posizione finale nella classifica generale               |
| Maglia rossa | Indica il vincitore della classifica generale                                                                                        | Maglia a pois blu | Indica il vincitore della classifica scalatori           |
| Maglia verde | Indica il vincitore della classifica a punti                                                                                         | Maglia bianca     | Indica il vincitore della classifica combinata           |
| NP           | Indica un ciclista che non è ripartito in una tappa la mattina                                                                       | R                 | Indica un ciclista che si è ritirato in una tappa        |
| FTM          | Indica un ciclista che ha concluso una tappa fuori tempo, ossia ha impiegato più tempo rispetto a quanto stabilito dal tempo massimo | EX                | Corridore escluso per non aver rispettato il regolamento |

## Ciclisti per nazione
Le nazionalità rappresentate nella manifestazione sono 30; in tabella il numero dei ciclisti suddivisi per la propria nazione di appartenenza:
| Numero ciclisti | Nazione                                                                                       |
| --------------- | --------------------------------------------------------------------------------------------- |
| 29              | Spagna                                                                                        |
| 27              | Francia                                                                                       |
| 14              | Paesi Bassi                                                                                   |
| 11              | Australia, Germania                                                                           |
| 9               | Belgio                                                                                        |
| 8               | Colombia                                                                                      |
| 7               | Gran Bretagna                                                                                 |
| 6               | Danimarca                                                                                     |
| 5               | Italia, Portogallo, Svizzera                                                                  |
| 4               | Polonia, Sudafrica                                                                            |
| 3               | Slovenia                                                                                      |
| 2               | Canada, Rep. Ceca, Ecuador, Eritrea, Estonia, Irlanda, Nuova Zelanda                          |
| 1               | Austria, Bielorussia, Costa Rica, Etiopia, Israele, Kazakistan, Lettonia, Lussemburgo, Russia |